# 資訊行為
資訊行為（英語：Information Behavior），這種行為沒有一個很清楚的定義，但我們常看到許多期刊文獻與課程上已經廣泛的在使用這個詞彙。資訊行為常常與資訊尋求相提並論，其內涵包括資訊的需求與回應需求的歷程與行動、影響回應的因素等。